# Navajosuchus
Navajosuchus — вимерлий рід алігаторових крокодилів. Його скам'янілості були знайдені у формації Насім'єнто періоду палеоцену в басейні Сан-Хуан, Нью-Мексико (Сполучені Штати). Він був названий у 1942 році Чарльзом К. Муком, а вихідним типовим видом був N. novomexicanus. N. novomexicanus заснований на AMNH 5186, частковому черепі, зібраному в 1913 році. Пізніше дослідження показало, що Navajosuchus novomexicanus був таким самим, як Allognathosuchus mooki, який раніше називався. Однак A. mooki не належить до роду Allognathosuchus, тому назва крокодила стає Navajosuchus mooki. Під якою б назвою не користувалися, ця тварина була б узагальненим хижаком у заплавах Насім'єнто. Це був найпоширеніший крокодил формації Насім'єнто, знайдений як у пуерканській, так і в торрехонській фауністичних групах.